# 風間駿
風間 駿（かざま しゅん、1930年2月2日 - ）は、日本の工学者、元日本文理大学工学部教授、酒田風間氏分家・東美系の一族。

## 略歴
- 1930年（昭和5年）2月2日 - 父：風間阜（北京新聞社社長）と母：都留子（後妻）の子として、現在の中華人民共和国北京市に生れる。父には前妻「たえ」との間に3人の男子がいたので、駿は四男という事になる。
- 西単区の胡同にある四合院で育つ。
- 太平洋戦争後に家族と共に東京都世田谷区下馬に移住する。
- 東京都立小金井工業高等学校定時制に教諭として勤務。
- 日本文理大学工学部教授

## 著作物

### 寄稿
- 風間駿の『北京ッ子の回顧録』（Green21の『中国情報』に収録）

### 著書
- 1983年（昭和58年） - 『実戦ポケット・コンピュータ 複利計算自由自在』 講談社 ISBN 978-4-06-118151-9
- 1985年（昭和60年） - 『パーソナルからポケコンまで 電卓を20倍に使う本』 こう書房 ISBN 978-4-7696-0195-1

### 共著
- 1985年（昭和60年） - 『電卓を20倍に使う本 - パーソナルからポケコンまで - 』 末次信義 こう書房 ISBN 4-7696-0195-6

## 親族
- 祖父：風間操 - 風間糸の後夫、教育者、学校校長
- 祖母：風間糸 - 風間仲徳（東美家四代目） 長女。
- 伯父：風間繁松 - 陸軍歩兵軍曹
- 伯父：風間馨 -  陸軍軍医中佐
- 父：風間阜 - 北京新聞社社長
- 従兄弟：風間彦男 - 陸軍歩兵中尉
- 従甥：風間光彦 - 酒田信用金庫監事
- 従甥：風間吉也 - 医師、医学博士

## 参考資料
- 『風間家の歴史』 2008年 風間吉也（著）